# Новолутковка
Новолу́тковка (укр. Новолутківка) — село в Добровеличковской поселковой общине Новоукраинского района Кировоградской области Украины.
До 2020 года входило в Добровеличковский район
Население по переписи 2001 года составляло 551 человек. Почтовый индекс — 27022. Телефонный код — 5253. Занимает площадь 1,51 км². Код КОАТУУ — 3521784401.

## Известные уроженцы
- Бабенко, Антон Александрович (1904—1974) — украинский советский партийный деятель, 2-й секретарь Харьковского обкома КП(б)У. Депутат Верховного Совета УССР 1-го созыва.